# سباستین ستی
سباستین ستی (انگلیسی: Sebastián Setti؛ زادهٔ ۹ فوریهٔ ۱۹۸۴) بازیکن فوتبال اهل لهستان است.
از باشگاه‌هایی که در آن بازی کرده‌است می‌توان به باشگاه فوتبال آپولون اسمیرنیس، باشگاه فوتبال آستراس تریپولی، باشگاه فوتبال آرژانتینوس جونیورز، باشگاه فوتبال گوارانی (پاراگوئه)، باشگاه فوتبال رویال آنتورپ، باشگاه فوتبال چانگچون یاتای، باشگاه فوتبال چورنومورتس اودسا، باشگاه فوتبال اتلتیکو سن لوئیس، و باشگاه فوتبال آپولون لیماسول اشاره کرد.